# Interstate 59
L'Interstate 59 (I-59) è un'autostrada statunitense della Interstate Highway che si estende per 716,53 chilometri e collega Slidell con Wildwood passando per Birmingham.